# Cupcake Wars

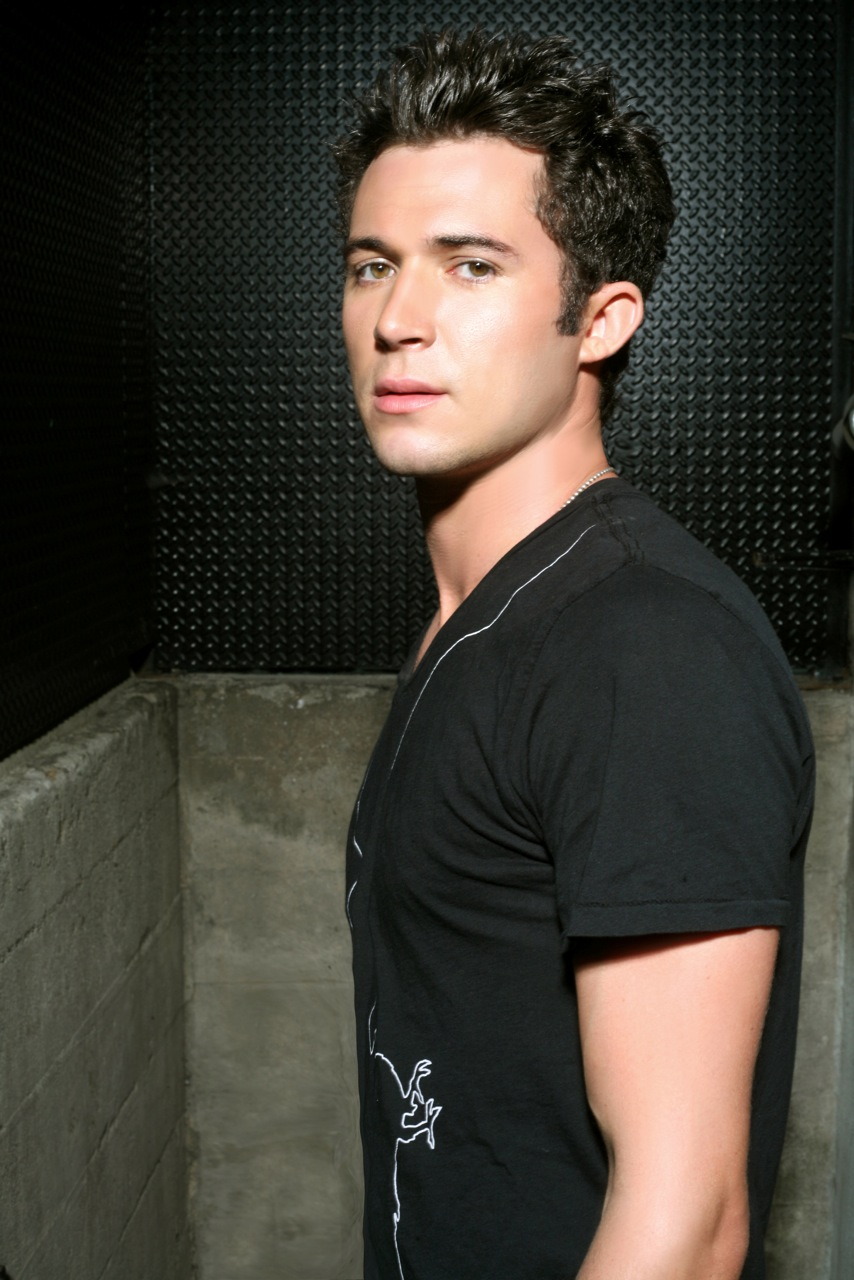
Der Moderator Justin Kredible

Cupcake Wars war eine US-amerikanische Kochsendung, bei der Teams im Wettbewerb zueinander Cupcakes backen. Der Wettbewerb wurde erstmals am 27. Dezember 2009 vom Sender Food Network ausgestrahlt. Die Sendung lief bis zum 28. Dezember 2013 und besteht aus neun Staffeln mit 114 Ausgaben. Moderator der Sendung war der Komödiant und Magier Justin Kredible. Die Sendung entstand als Reaktion auf die wachsende Popularität dieser Gebäckart.

## Teilnehmer
Teilnehmer der Shows waren Bäcker aus dem gesamten Gebiet der Vereinigten Staaten. Jede Episode war einem Motto unterstellt. Bäcker mussten die passenden Cupcakes zu Themen wie einer Seaworld-Geburtstagsparty für einen Killerwal, einer Kennenlernparty, als passende Begleitung zu einer anderen Fernsehsendung, für eine Wohltätigkeitsveranstaltung für Autisten, für den Valentinstag, ein Golf-Turnier und ein Filmfestival entwickeln. Die miteinander konkurrierenden Teams bestanden jeweils aus zwei Personen, es traten vier Teams gegeneinander an. In drei Runden wurde das Gewinner-Team festgestellt. Das Preisgeld betrug 10.000 US-Dollar.

## Durchführung des Wettbewerbs
Der Sieger wurde in drei Runden bestimmt. In jeder Runde schied jeweils ein Team aus.
Die erste Runde dauerte 45 Minuten und konzentrierte sich auf den Geschmack der Cupcakes. Die Wettbewerber mussten regelmäßig ungewöhnliche Zutaten dabei verarbeiten, die in Verbindung zu dem jeweiligen Episodenmotto standen.
Die zweite Runde erstreckte sich über eine Zeitdauer von 75 Minuten. Wettbewerber mussten drei verschiedene Cupcake-Sorten herstellen, von denen jede durch Geschmack und Verzierung überzeugen sollte.
In der dritten und letzten Runde mussten die zwei verbleibenden Teams in zwei Stunden 1000 Cupcakes backen. Dabei mussten sie eine verbesserte Version der vier Cupcake-Sorten entwickeln, die sie in den zwei ersten Runden gebacken hatte. Präsentiert werden mussten diese auf einer eigens hergestellten und zum Thema passenden Anrichte. Jedem Team standen vier Assistenten für das Backen sowie ein Schreiner für den Aufbau der Anrichte zur Verfügung.

## Jury

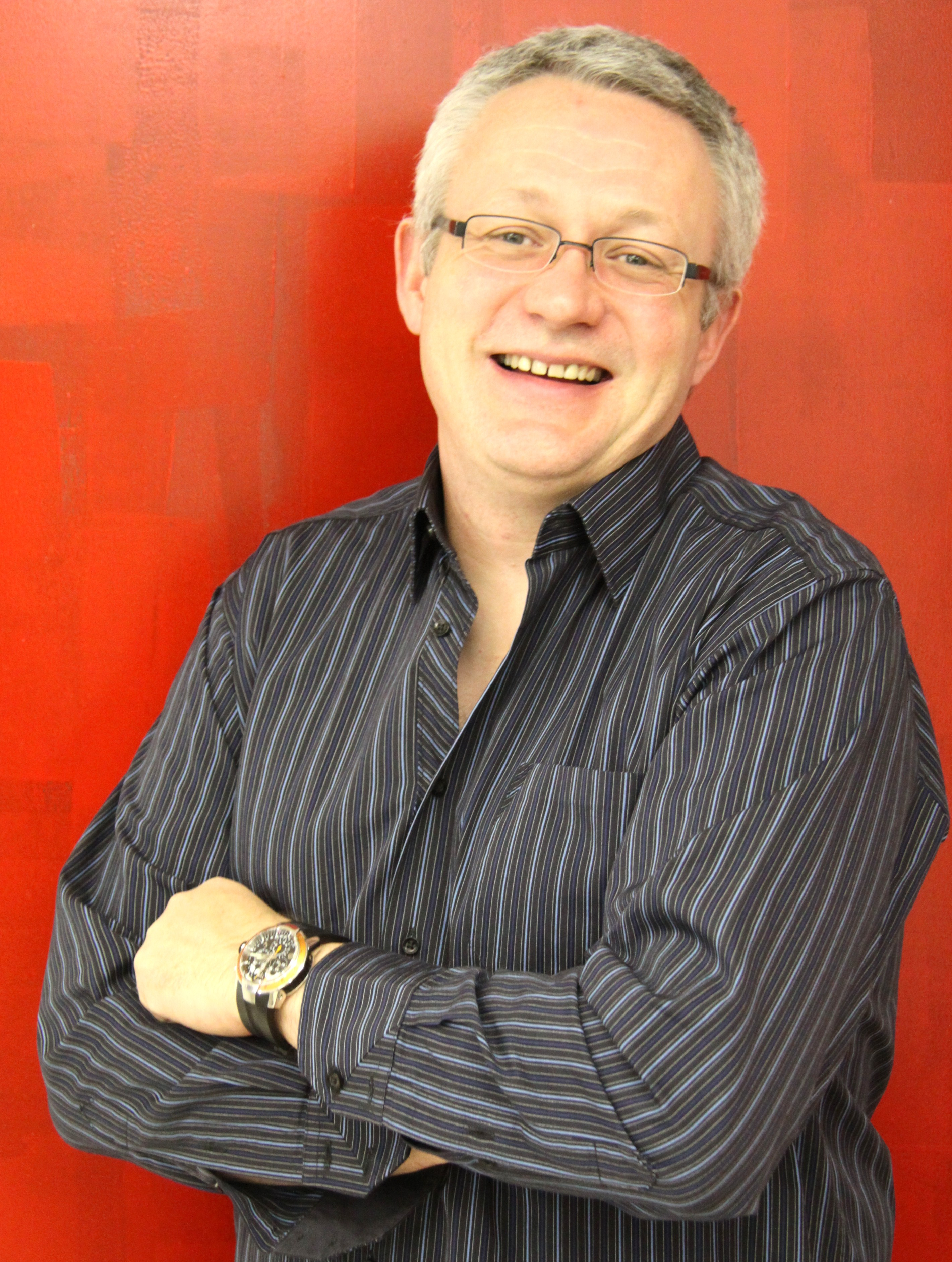
Florian Bellanger, der Pâtissier, der zu den Juroren gehört

Die Jury besteht aus drei Personen, von denen zwei permanent zur Jury gehören. Zu den festen Juroren:
- Candace Nelson, Gründerin der Bäckerei Sprinkles Cupcakes. In einigen wenigen Episoden wurde sie vom Chefbäcker der Magnolia Bakery vertreten.
- Florian Bellanger, ein Pâtissier, der für Food Network arbeitet.

Der dritte Juror stand in der Regel in Zusammenhang mit dem Motto der jeweiligen Episode.

## Ausstrahlung
| Staffel | Episodenanzahl | Staffelpremiere   | Staffelfinale      |
| ------- | -------------- | ----------------- | ------------------ |
| 1       | 9              | 27. Dezember 2009 | 3. August 2010     |
| 2       | 13             | 7. Dezember 2010  | 8. März 2011       |
| 3       | 13             | 13. Juli 2011     | 11. September 2011 |
| 4       | 13             | 4. Dezember 2011  | 4. März 2012       |
| 5       | 13             | 11. März 2012     | 24. Juni 2012      |
| 6       | 14             | 13. Mai 2012      | 23. September 2012 |
| 7       | 13             | 7. Oktober 2012   | 24. März 2013      |
| 8       | 13             | 7. April 2013     | 7. Juli 2013       |
| 9       | 13             | 7. September 2013 | 28. Dezember 2013  |

## Einordnung
David Sax nennt die Sendung als ein Beispiel für das Aufgreifen und Verbreiten von Ernährungstrends. Cupcakes gehören eigentlich zu den Gebäckarten, die in Nordamerika seit langer Zeit gebacken werden. Der Begriff Cupcake wurde das erste Mal schriftlich 1796 in dem Kochbuch American Cookery der US-Amerikanerin Amelia Simmons erwähnt. Cupcakes entwickelten sich aber gegen Ende der 1990er Jahre zu einem In-Trend. Die zunächst auf ein kleines Gebiet in New York begrenzte Angebot von aufwändig verzierten Cupcakes, das von Kunden begeistert aufgegriffen wurde, wurde zunächst nur kurz in lokaler Presse berichtet, zog aber immer größeres Medieninteresse auf sich und wurde auch in New York spielenden Fernsehsendungen aufgegriffen.
Durch die Episode Hindernislauf (Originaltitel: No Ifs, Ands, or Butts) der Serie Sex and the City, die erstmals im Jahr 2000 ausgestrahlt wurde, wurden aber in den ganzen USA Personen auf dieses Phänomen aufmerksam. Als eine der möglichen Gründe gelten die Stadttouren, die Fans zu Handlungsorten der Serie führten und dabei auch die Magnolia Bakery aufsuchten, vor der diese Szene spielten. Verschiedene Medien griffen in unterschiedlichen Weisen diesen Trend auf. Cupcake Wars ist ein Beispiel für die Reaktion eines Fernsehsenders auf diesen Trend. Einen Monat nach der Erstausstrahlung des Kochwettbewerbs begann der Fernsehsender TLC DC Cupcakes auszustrahlen. Die Reality Show zeigte den Alltag der in Washington bekannten Bäckerei Georgetown Cupcake, die auf die Herstellung von Cupcakes spezialisiert ist.

## Einzelbelege
1. ↑  Cupcake Wars – About the Show. In: Food Network. Abgerufen am 3. April 2015 (englisch).
2. ↑  David Sax: The Tastemakers. S. 19.
3. ↑  David Sax: The Tastemakers. S. 3. bis S. 28.
4. ↑  Lynne Olver: The Food Timeline. In: FoodTimeline.org. Abgerufen am 4. April 2015 (englisch).
5. ↑  David Sax: The Tastemakers. S. 8.
6. ↑  David Sax: The Tastemakers. S. 19.